# 블란드
블란드(Blaand)는 유청으로 만들어지는 발효유의 일종이다. 블란드는 와인에 함유된 알코올과 유사한 맛을 가지고 있다.

## 역사
블란드는 중세 시대에 스코틀랜드 지방에서 바이킹들에 의해 처음 소개되었다.
블란드는 전통적인 스코틀랜드의 음료였으나 상업화되지 못하여 20세기 중반에 생산이 끊겼다.
하지만 최근(2005년)에 블란드는 다시 복원되었고 몇몇 사람들에 의해서 상업화되어 "팔라찬"이라는 브랜드 하에 인기를 얻고 있다.

## 나라
블란드와 유사한 맛의 음료가 노르웨이, 사르데냐, 스웨덴, 러시아에서 팔리고 있다.

## 같이 보기
- 유제품
- 유청 (음식)
- 스코틀랜드 요리